# Trnovac Sokolovački
Trnovac Sokolovački – wieś w Chorwacji, w żupanii kopriwnicko-kriżewczyńskiej, w gminie Sokolovac. W 2011 roku liczyła 104 mieszkańców.